# Léon Syrovatski
Léon Syrovatski (né le 28 juillet 1938 à Paris) est un athlète français, spécialiste du lancer du javelot. 

## Biographie
Léon Syrovatski remporte le titre de champion de France de lancer du javelot en 1962 et 1963.

### Palmarès
| Date | Compétition         | Lieu     | Résultat | Performance |
| ---- | ------------------- | -------- | -------- | ----------- |
| 1959 | Jeux méditerranéens | Beyrouth | 1er      | 74,10 m     |

### Records personnels
| Épreuve           | Performance | Lieu   | Date            |
| ----------------- | ----------- | ------ | --------------- |
| Lancer du javelot | 76,68 m     | Prague | 20 juillet 1963 |

### Records de France
| Catégorie | Épreuve          | Performance | Lieu  | Date        |
| --------- | ---------------- | ----------- | ----- | ----------- |
| Cadet     | Lancer du disque | 57,79 m     | Paris | 27 mai 1954 |